# Pino Amato
Pino Amato (Torino, 27 ottobre 1930 – Napoli, 19 maggio 1980) è stato un politico italiano, ucciso in un attentato delle Brigate Rosse.

## Biografia

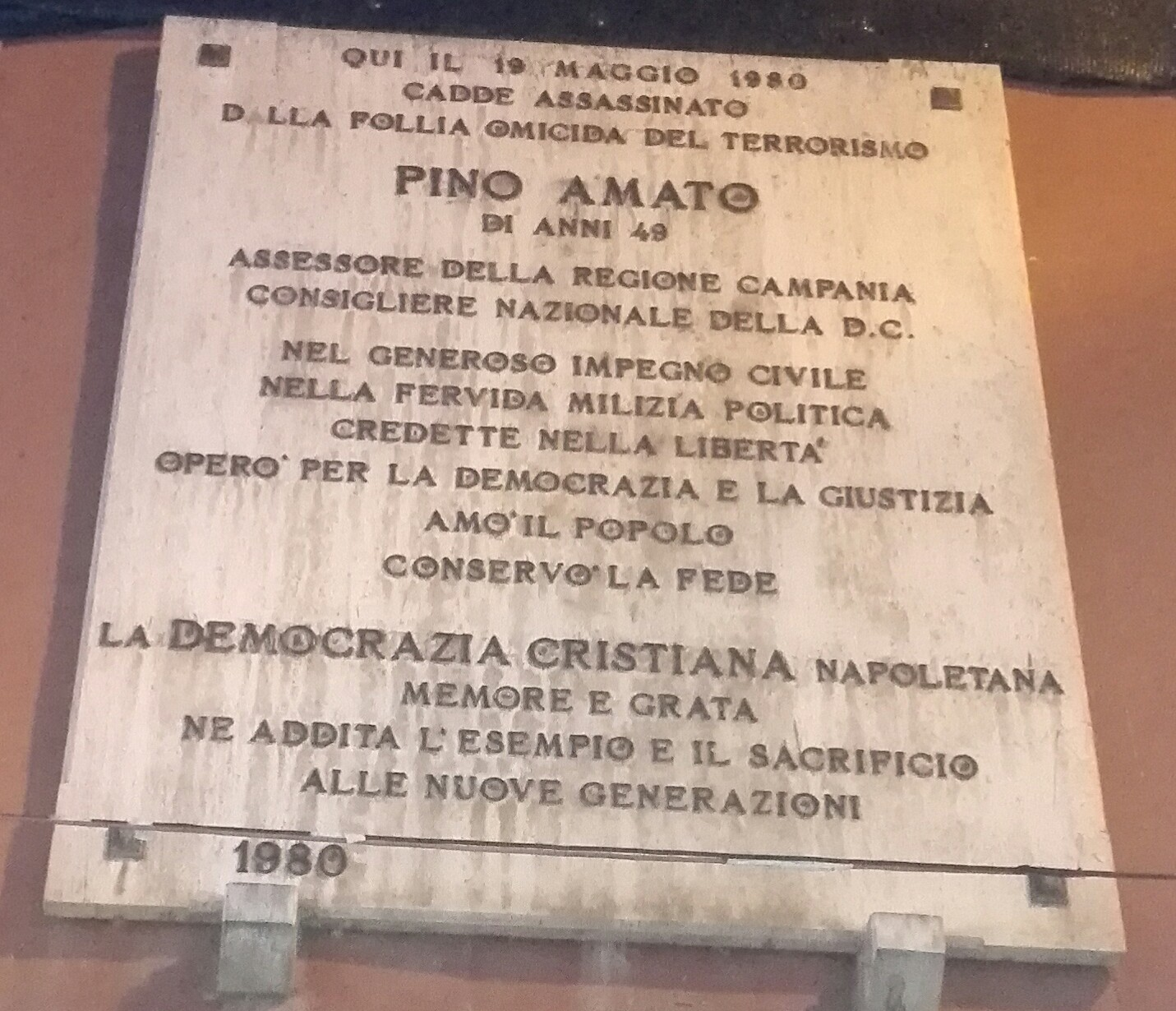
Lapide a via Alabardieri commemorante l'omicidio di Pino Amato

Consigliere Nazionale della Democrazia Cristiana. È stato per alcuni anni Direttore Amministrativo del Formez, il centro studi legato alla Cassa del Mezzogiorno per la formazione dei quadri e dirigenti della Pubblica Amministrazione. Dal 1970 al 1975 è stato Consigliere Comunale di Napoli, dove aveva ricoperto l'incarico di Presidente della Commissione Consiliare per le Municipalizzate. Con Enzo Scotti e Paolo Cirino Pomicino, aveva dato vita al gruppo "Nuova Napoli", un organismo di studio e di analisi politica. Consigliere della Regione Campania nella seconda legislatura regionale dal 1975. Dal 1978 è stato Assessore regionale all'Agricoltura, Caccia, Pesca e Foreste, e dall'autunno del 1979 al Bilancio e alla Programmazione Economica.

### L'attentato
Il 19 maggio 1980 un nucleo armato della colonna napoletana delle Brigate Rosse uccise Pino Amato a Napoli in vicolo degli Alabardieri. L'attentato fu opera di quattro brigatisti, tre uomini e una donna: Bruno Seghetti, nome di battaglia "Claudio", membro del Comitato esecutivo sceso nella città partenopea da Roma per potenziare la colonna locale, Luca Nicolotti, "Valentino", originario di Torino e attivo in precedenza nelle colonne torinese e genovese delle Brigate Rosse, Salvatore Colonna e Maria Teresa Romeo, giovani non clandestini appartenenti alla colonna napoletana.
L'auto dell'assessore Amato venne bloccata in vicolo Alabadieri: tre uomini e una donna aprirono il fuoco, uccidendo l'assessore. I terroristi fuggirono subito dopo, ma l'autista e addetto di scorta Ciro Esposito reagì a sua volta, sparando e ferendo Bruno Seghetti. Il commando terrorista venne arrestato dopo un inseguimento ed una sparatoria per le vie di Napoli ed i quattro terroristi vennero condannati all'ergastolo.